# Pollenia sandaraca
Pollenia sandaraca är en tvåvingeart som beskrevs av Dear 1986. Pollenia sandaraca ingår i släktet vindsflugor, och familjen spyflugor. Inga underarter finns listade i Catalogue of Life.